# Condado de Floyd (Geórgia)
O Condado de Floyd é um dos 159 condados do Estado americano de Geórgia. A sede do condado é Rome, e sua maior cidade é Rome. O condado possui uma área de 1 343 km², uma população de 90 565 habitantes, e uma densidade populacional de 68 hab/km² (segundo o censo nacional de 2000). O condado foi fundado em 3 de dezembro de 1832.